# Farewell to Manzanar
Pour plus de détails, voir Fiche technique et Distribution.
Farewell to Manzanar est un téléfilm américain réalisé par John Korty et diffusé pour la première fois à la télévision américaine le 11 mars 1976. Il adapte le récit autobiographique de Jeanne Wakatsuki Houston, publié en 1973, et retraçant l'expérience vécu avec sa famille lors de l'internement des nippo-américains lors de la seconde guerre mondiale, notamment au camp de Manzanar.

## Synopsis
Les souvenirs d'une Nisei, Jeanne Wakatsuki : elle a 7 ans le 7 décembre 1941 quand l'attaque de Pearl Harbor provoque l'arrestation de son père, pécheur près de l'île de San Pedro en Californie. En mars 1942, elle et sa famille sont déplacés en plein désert au camp de Manzanar.  

## Fiche technique
- Réalisateur : John Korty
- Écrit par :  Jeanne Wakatsuki Houston, James D. Houston, John Korty, d'après le livre de Jeanne Wakatsuki Houston et James D. Houston
- Musique : Paul Chihara
- Directeur de la photographie : Hiro Narita
- Montage : Eric Albertson
- Producteur : John Korty et George Santoro (producteur délégué)
- Production : Korty Films et Universal Television
- Distribution : National Broadcasting Television (NBC)
- Pays d'origine :  États-Unis
- Langue : Anglais
- Format : Couleurs - 1,33:1
- Genre : Drame, Histoire
- Durée : 120 min.
- Date de sortie :
  -  États-Unis : 11 mars 1976 (NBC)